# Mamouna
Mamouna è il nono album di Bryan Ferry, pubblicato nel settembre del 1994.
Il titolo viene dal nome di un villaggio della Provincia di Mascara in Algeria.
Segna il ritorno come collaboratore di Brian Eno dopo più di vent'anni: dalla pubblicazione di "For your Pleasure" dei Roxy Music (1973).

## Tracce
Brani composti da Bryan Ferry, eccetto dove indicato.
1. Don't Want to Know – 4:06
2. N.Y.C. – 4:05
3. Your Painted Smile – 3:19
4. Mamouna – 5:11
5. The Only Face – 4:40
6. The 39 Steps – 5:01
7. Which Way to Turn – 5:44
8. Wildcat Days – 4:34 (Brian Eno, Bryan Ferry)
9. Gemini Moon – 3:47
10. Chain Reaction – 5:09

Durata totale: 45:36
Edizione CD del 1994, pubblicato dalla Virgin Japan Records (VJCP-25133)
Brani composti da Bryan Ferry, eccetto dove indicato
1. Don't Want to Know – 4:07
2. N.Y.C. – 4:09
3. Your Painted Smile – 3:13
4. Mamouna – 5:10
5. The Only Face – 4:39
6. The 39 Steps – 5:00
7. Which Way to Turn – 5:43
8. Wildcat Days – 4:34 (Brian Eno, Bryan Ferry)
9. Gemini Moon – 3:47
10. Chain Reaction – 5:09
11. In Every Dreamhome a Heartache – 7:34 – Bonus Track - Live
12. Bête Noire – 4:05 (Bryan Ferry, Patric Leonard) – Bonus Track - Live

Durata totale: 57:10
- Brani #11 e #12, registrati dal vivo nel 1988 a Glasgow

## Formazione
- Bryan Ferry - voce, oboe, pianoforte, vocoder, sax, mellotron, sintetizzatore
- Brian Eno - effetti sonori
- David Williams - chitarra
- Neil Hubbard - chitarra
- Chester Kamen - chitarra, scratch
- Luke Cresswell - percussioni
- Jeff Thall - chitarra
- Richard T. Norris - programmazione
- Robin Trower - chitarra
- Steve Scales - percussioni
- Guy Fletcher - sintetizzatore
- Phil Manzanera - chitarra
- Nathan East - basso
- Steve Ferrone - batteria
- Guy Pratt - basso
- Luis Jardim - percussioni
- Pino Palladino - basso
- Maceo Parker - sax alto
- Carleen Anderson, Yannick Etienne, Jhelisa, Fonzi Thornton, David Williams - cori